# Хрінів
Хрі́нів — село в Україні, в Рівненському районі Рівненської області. Населення становить 181 осіб.

## Географія
Село Хрінів розташоване в північно-східній частині Острозької міської територіальної громади Рівненського району Рівненської області.
Село розкинулось на пагорбах, посередині яких тече річка Гнилушка, притока ріки Горинь, та знаходиться ставок.
Відстань від села Хрінів до адміністративного центру громади - міста Острога - 25 км., до районного і обласного центру - міста Рівне - 42 км.
Через село Хрінів проходить автомобільна дорога місцевого значення Хрінів-Завизів-Могиляни-Вельбівне.
Село Хрінів розташоване в південно-східній частині  Руського континентального плато в межах Острозької рівнини. 
Грунти суглинкові, місцями кам'янисті.
Флора села Хрінів є типова для українського полісся зі змішаним лісом:- дерева: дуб, ясен, сосна, клен, кущі: горішник, чорна бузина, калина тощо.
Фауна представлена бобрами, лисицями, білками, їжаками.
Клімат помірний, літо тепле. Зими мають помірну температуру.

## Історія
Село Хрінів згадується в донесенні возного від 16 червня 1568 року з приводу розподілу Михайлом  Павловичем, Томилом Вороною та іншими власниками майнових володінь сіл Хрінова і Тесова.
За поборовим реєстром Луцького повіту в 1570 році село Хрінів належало Михайлові Павловичу, який з частини своїх маєтків в Тесові, Хрінові, Боготківцях, Новоротичах і Вільгорі платив від 28 дим., 12 город.
Пізніше село належало до Сіянецького ключа Фірлеїв, а від них, в різні часи, переходило Бертрамів і інших власників.
В перод визвольної війни 1648-1654 рр. багато селян Хрінова добровільно пішли в селянсько-козацьке військо.
В 1795 році територія Волині, в тому числі села Хрінів, відійшли під владу російської імперії. В нашому краї було запроваджене кріпосне право.
Селом Хрінів володіли поміщики Кашевський і Гарлінський.
В 19 століття в селі були копальні та печі до випалювання  вапна. 
Колись стояв палац з гарним садом і оранжереями. 
В 1905 році селяни села Хрінів взяли участь в селянських заворушеннях в селі Тесів.
У 1906 році село Сіянецької волості Острозького повіту Волинської губернії. Відстань від повітового міста 24 верст, від волості 4. Дворів 57, мешканців 428.
В 1918 році в Хрінові була встановлена радянська влада. З 1920 по 1939 роки село знаходилося на території панської Польщі. У вересні 1939 року в селі знову була встановлена радянська влада.
В липні 1941 року в село прийшли німецькі окупанти. Німецька окупація тривала до кінця січня 1944 року.
Жителі села активно боролися на фронтах другої світової війни і в роки національно-визвольної боротьби. На фронтах другої світової війни загинуло 15 жителів села. 10 жителів села загинули в боротьбі з московськими окупантами. 35 жителів села Хрінів були засуджені за участь в ОУН-УПА. В 1944-1951  роках частина жителів села була насильно вивезена в Сибір і Казахстан.

## Населення

### Мова
Розподіл населення за рідною мовою за даними перепису 2001 року:
| Мова       | Кількість | Відсоток |
| ---------- | --------- | -------- |
| українська | 178       | 98.34%   |
| румунська  | 2         | 1.11%    |
| російська  | 1         | 0.55%    |
| Усього     | 181       | 100%     |

Відомі люди

## Відомі люди
Гладунський Василь Назарович, кандидат педагогічних наук, доцент Університету банківської справи м. Львів) 